# Andrej Rant (bančnik)
Andrej Rant, slovenski bančnik in romanist, * 4. december 1946.
Po diplomi iz italijanščine in francoščine na Filozofski fakulteti v Ljubljani leta 1971 se je 1. marca 1973 zaposlil v Narodni banki Slovenije (od leta 1991 je to Banka Slovenije). Zasedal je naslednje pomembne položaje: 
- viceguverner Narodne banke Slovenije (7. maj 1988-),
- namestnik guvernerja Narodne banke Slovenije/Banke Slovenije (23. november 1988-22. november 1992),
- svetovalec guvernerja (23. november 1992-) in
- viceguverner Banke Slovenije (12. januar 1993-11. januar 1999, 13. januar 1999-12. januar 2005, 13. januar 2005-12. januar 2011).

Leta 1987 je diplomiral še na Ekonomski fakulteti v Ljubljani. 
Takratni predsednik Slovenije, Janez Drnovšek, ga je 9. februarja 2007 predlagal za guvernerja Banke Slovenije, a je njegovo kandidaturo zavrnil Državni zbor Republike Slovenije.